# 清版动作游戏
清版动作游戏（或稱“帶狀捲軸動作遊戲”）是一种主角和大群低威力敌人斗殴的电子游戏类型。这类游戏通常设定于城市街頭建築裡，并含有非法格斗和复仇等情节。也一些採用历史或奇幻元素。

## 定义
清版动作游戏（beat 'em up）是一种动作游戏，玩家角色必须徒手或使用近战武器与大量敌人战斗。游戏的玩法包括在一个关卡中走过，每走过一段，击败一群敌人后再进入下一段；通常在每个关卡的末尾会发生一场boss战。这些游戏的街机版通常相当难以取胜，导致玩家需要花费更多的钱。

## 特色
相較於玩家角色在橫向剖面視點進行跳躍闖關和遠程攻擊的传统橫向捲軸遊戲（如《魔界村》、《洛克人》），清版动作游戏更重視近身格鬥，甚至不清完雜兵就不能前進。无论是赞赏还是嘲弄的评论都会提到其簡單的游戏性。多人合作和多玩家角色也是此类游戏的特点。

## 历史
1984年的電子遊戲《成龍踢館》改編自成龍主演的電影《快餐車》。遊戲裡並沒有橫向捲軸遊戲剖面視點動作類常見的斷崖和障礙物，反而要玩家接二連三擊退排山倒海湧進的敌人，因而被歐美以「Beat 'em up」（擊飛敵人）當做這類遊戲的代稱。
1986年《熱血系列》將鏡頭視點由橫向剖面移往斜上，導入了景深。讓角色由原本的「X軸：走動」、「Y軸：跳躍」的2軸方向擴充為「X軸：角色前後走動」、「Y軸：角色內外走動」、「Z軸：角色跳躍」的3軸方向。玩家角色儼然如同在一條帶子上移動，故被日本取名為「帶狀捲軸動作遊戲」（ベルトスクロールアクションゲーム，Belt Scroll Action Game）。1987年同廠姊妹作《双截龙》引進《衝鋒飛車隊》等頹廢城市背景和黑幫復仇主題，並奠定最起碼可以双打的多人合作模式，引爆熱潮。於次年紛紛移植到家用電子遊樂器。
1989年世嘉推出採用奇幻風格的《战斧》、科乐美的《罪恶战士》把重點聚焦於多人合作，主打四人同樂、卡普空則在《快打旋风》把角色放大增加魄力。宣告本類遊戲進入百家爭鳴的全盛期。1990年科乐美更把《忍者龜》改編成本類遊戲，被日後許多美國超級英雄改編遊戲採用。
随着3D多邊形游戏的出现，这类游戏在90年代中旬开始冷门。但因其简单的規格樣式，偶爾仍有一些採用新技術的新作。